# Cubocephalus ardens
Cubocephalus ardens là một loài tò vò trong họ Ichneumonidae.